# Ныммела, Аксель
Аксель Ныммела (эст. Aksel Nõmmela; род. 22 октября 1994, в Таллине, Эстония) — эстонский профессиональный шоссейный велогонщик, выступающий с 2019 года за команду «Wallonie Bruxelles». В 2017 году признан лучшим велогонщиком Эстонии.

## Достижения
2011
3-й Чемпионат Эстонии — Групповая гонка (юниоры)
2012
3-й Чемпионат Эстонии — Групповая гонка (юниоры)
2015
2-й Чемпионат Эстонии — Групповая гонка U23
5-й Чемпионат Эстонии — Групповая гонка
2016
2-й Чемпионат Эстонии — Групповая гонка U23
4-й Чемпионат Эстонии — Групповая гонка
4-й Де Кюстпейл
8-й Чемпионат мира - Групповая гонка U23
9-й Тур Дренте
2017
1-й на этапе 3 Le Triptyque des Monts et Châteaux
5-й Чемпионат Фландрии
7-й Чемпионат Европы — Групповая гонка
7-й Чемпионат Эстонии — Групповая гонка
7-й Grand Prix de la ville de Pérenchies
8-й Grand Prix de la ville de Nogent-sur-Oise
8-й Midden-Brabant Poort Omloop
10-й Международный Тур Родоса - Генеральная классификация
2018
1-й Grand Prix Albert Fauville-Baulet
2-й Антверп Порт Эпик
3-й Хейстсе Пейл
3-й PWZ Zuidenveld Tour
4-й Ronde van Midden-Nederland
5-й Omloop Mandel-Leie-Schelde
5-й Гран-при Ефа Схеренса
5-й Ronde van Noord-Holland
6-й Омлоп ван хет Хаутланд
7-й Гран-при Жан-Пьера Монсере
9-й Вольта Лимбург Классик
10-й Мемориал Арно Валларда
2019
6-й Ronde van Drenthe